# Ахтямов, Даниэль Расимович
Даниэ́ль Раси́мович Ахтя́мов (азерб. Daniel Rəsim oğlu Axtyamov; 26 марта 1985, Ташкент, Узбекская ССР, СССР) — азербайджанский и российский футболист, игрок национальной сборной Азербайджана. Амплуа — нападающий.

## Биография
Отец Расим Ахтямов, уроженец Баку, играл в футбол за «Нефтчи» (Баку).
Даниэль — воспитанник череповецкой команды «Аист», занимался футболом с 7 лет. Благодаря протекции отца попал в школу-интернат московского «Локомотива». Закончив её, рассчитывал попасть в дубль железнодорожников, однако руководство не пожелало его зачислять в команду. Ахтямов вернулся в Череповец, где стал играть за «Шексну».
В 2004 перешёл в клуб «Витязь» (Подольск), но надолго там не задержался. Во второй половине 2004 приехал в Азербайджан, где стал играть в команде азербайджанской премьер-лиги «Интер» (Баку).
В 2005 перешёл в «Гянджу», а ещё через некоторое время — в «Олимпик» (Баку). В сезоне 2006/07 снова играл за «Интер».
В 2008 вернулся в Россию, приняв приглашение клуба «Торпедо» (Москва). В середине года перешёл в клуб «Шексна».
В 2009 защищал цвета белорусской команды «Минск» и азербайджанского Симурга.
В 2011 играл за узбекский Джамбай, а в 2012 — за молдавский клуб Тирасполь.
Во второй половине 2012 перешёл в череповецкий «Аист». С 2013 года — в «Титане» Клин.

## Сборная Азербайджана
Принял гражданство Азербайджана и дебютировал в составе молодёжной сборной Азербайджана.
Вскоре вышел и в составе национальной сборной Азербайджана — в 2004 году в игре против сборной Англии. После нескольких сыгранных матчей Ахтямов выпал из поля зрения тренеров Азербайджана. В 2009, только заступивший на пост главного тренера сборной Азербайджана Берти Фогтс, вернул Ахтямова в сборную. Форвард не забил ни одного мяча. Всего провел в составе сборной 13 игр.